# Rudolf Escher
Rudolf George Escher (født 8. januar 1912 i Amsterdam, død 17. marts 1980 i De Koog Holland) var en hollandsk komponist.
Escher hører til blandt Hollands betydelige komponister i det 20. århundrede. Han studerede hos Willem Pijper. Han var inspireret af Gustav Mahler, og var nær ven med Matthijs Vermeulen. Han har komponeret 4 symfonier,kammermusik,vokalmusik og elektronisk musik. 
Escher komponerede både i tonal og atonal stil.

## Udvalgte værker
- Symfoni "Til minde om Maurice Ravel" (ufuldendt- kun largo sats) (1940) - for orkester
- Symfoni nr. 1 (1953-54) - for orkester
- Symfoni nr. 2 (1958 rev. 1971) - for orkester
- Symfoni (1973-1976) - for blæserkvintet, strygerkvartet og kontrabas
- "Ravels grav" (1952-1959) - for fløjte, obo, cembalo og strygertrio
- "Musik til den sørgende ånd" (1943) - for orkester

## Eksterne kilder og henvisninger
- Biografi Arkiveret 16. juni 2011 hos  Wayback Machine
- om Rudolf Escher på musicweb-international.com Arkiveret 22. april 2016 hos  Wayback Machine